# ジャブジャブ音頭
「ジャブジャブ音頭」（ジャブジャブおんど）は、1989年8月 - 9月、NHKの『みんなのうた』で放送された曲。作詞・作曲：上園賢一、編曲：塚山エリコ、歌：ひばり児童合唱団。

## 概要
お風呂やプール、洗濯など水に関する遊びや様子を音頭に合わせて歌っている。
『みんなのうた』での放送後反響があった曲の一つで、現在も盆踊りなどで使用されることが多い。
アニメを手掛けた西村緋祿司は本曲が初登板で、後に『一円玉の旅がらす』など19曲を『みんなのうた』で担当する。